# Instituto Estadual de Educação
O Instituto Estadual de Educação (IEE)  é uma instituição de ensino pública estadual brasileira, com sede em Florianópolis, em Santa Catarina. Foi criado há mais de cem anos com o nome de Escola Normal Catarinense, tendo o nome atual desde 1966. É a maior escola pública da América Latina.

## Histórico
A então Escola Normal Catarinense foi idealizada desde 1880 pelo professor Wenceslau Bueno de Gouvêa, que depois seria seu diretor, e fundada em 10 de junho de 1892, no governo de Manuel Joaquim Machado, como o primeiro estabelecimento de ensino estadual voltado à formação de professores para o magistério. Sua primeira sede foi no Liceu de Artes e Ofícios, nos porões do atual Palácio Cruz e Sousa. Em 1926, a Escola Normal se transfere para uma nova sede, na rua Saldanha Marinho, onde depois funcionou a Faculdade de Educação da UDESC e hoje é o Museu da Escola Catarinense, que segue sendo gerido pela universidade.
Em 1935, um decreto transforma as Escolas Normais em Institutos de Educação, com a Escola Normal passando a se chamar Instituto de Educação de Florianópolis. Entre 1947 e 1949 passa a se chamar Instituto de Educação Dias Velho, e depois disso, Instituto de Educação e Colégio Estadual Dias Velho após passar a oferecer o segundo ciclo do Ensino Secundário, ocupando o prédio vizinho. Antonieta de Barros, na época já tendo um trabalho público reconhecido, era a diretora do colégio no período da instalação do segundo ciclo, e o prédio vizinho se tornou mais tarde o Grupo Escolar Antonieta de Barros — na atualidade, o prédio está em processo para também se tornar um centro cultural, que incluirá um museu dedicado a Antonieta. Em 1957, nova mudança de nome, agora para Colégio Estadual Dias Velho. Nessa altura, o governo estadual, nas mãos de Jorge Lacerda, já estava projetando uma grandiosa nova sede para o colégio, que levaria alguns anos para ser concluída. Era, até então, a única opção de ensino público da região.
Nesse período, era uma escola que contrastava com as outras instituições de ensino do Centro, o Colégio Catarinense e o Colégio Coração de Jesus, escolas particulares de orientação católica e regras mais rígidas. Nomes como Eglê Malheiros, Osvaldo Ferreira de Melo, Aníbal Nunes Pires, Antonieta de Barros e Celestino Sachet foram professores do colégio, e havia mais liberdades entre os alunos e entre os professores, tanto nos comportamentos quanto no conteúdo ensinado.
Em 1964 acontece a mudança mais importante da história da instituição: a nova sede, na Avenida Mauro Ramos, é concluída. A obra durou cerca de uma década. Nessa ocasião, o IEE passa a se chamar Instituto Estadual de Educação Dias Velho, e dois anos mais tarde ganha o nome atual. As terras do colégio ainda incorporam o complexo Rozendo Lima, que abrigava o antigo ginásio da Federação Atlética Catarinense, em 1993.

## Arquitetura

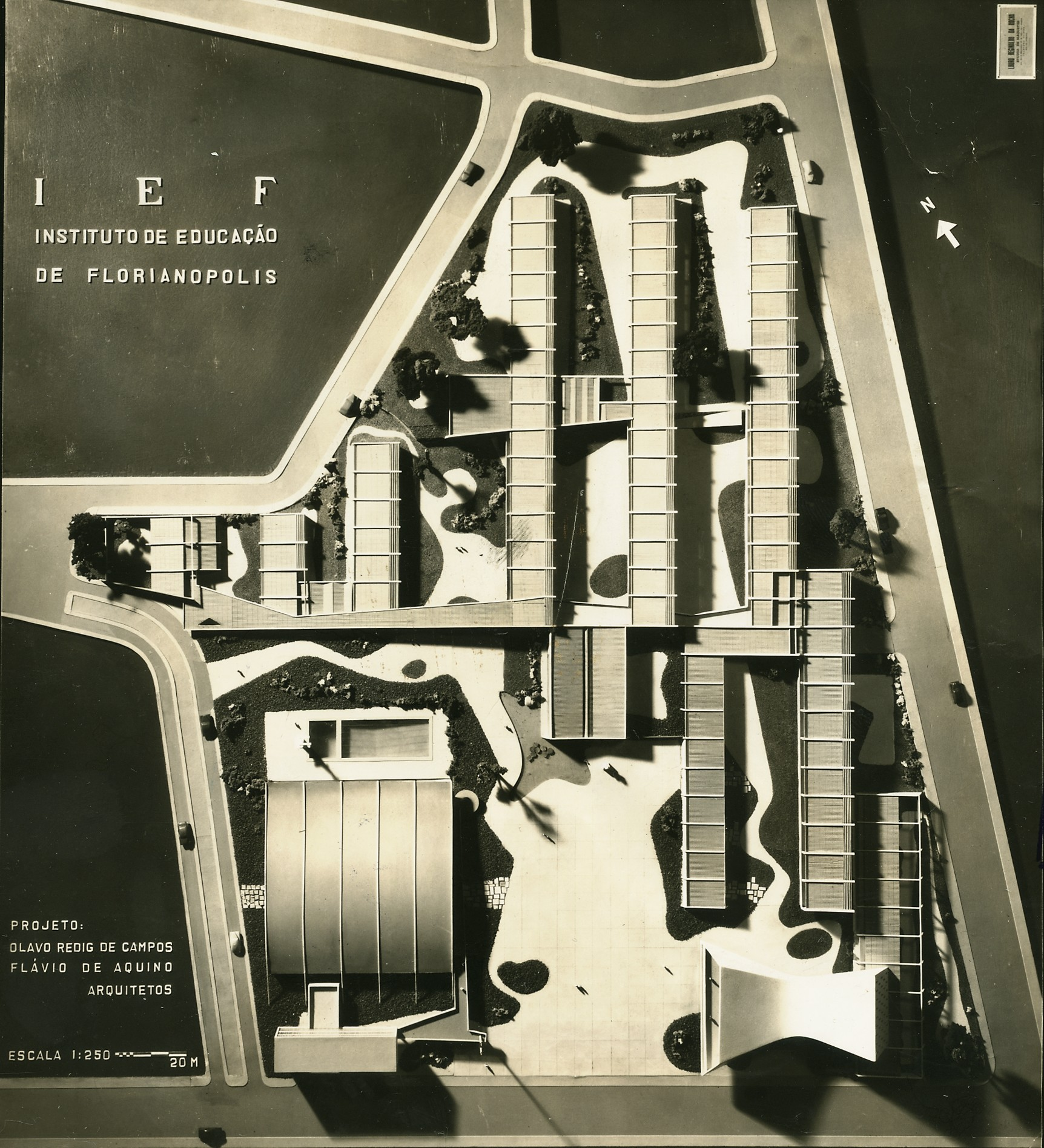
Maquete do Instituto de Educação de Florianópolis, dos arquitetos Olavo Redig de Campos e Flávio de Aquino.

O complexo do IEE é considerado parte do período modernista da arquitetura catarinense, com varias características como as grandes fachadas, as amplas janelas de vidro, a horizontalidade, os pilares em V e amplos pátios internos que remetem a outros exemplares dessa fase no Brasil, como o Museu de Arte Moderna no Rio de Janeiro. Seus arquitetos foram Flávio de Aquino e e Olavo Reidig de Campos, ambos fortemente influenciados pela chamada Escola Carioca da Arquitetura Moderna Brasileira, e o engenheiro foi José da Costa Moellmann, que dá nome a uma das ruas que circundam a escola.

## Estrutura
O Instituto Estadual de Educação oferece ensino fundamental, ensino médio e magistério. São cerca de 5 mil alunos matriculados, atendendo alunos de toda a Grande Florianópolis. O número chega a 9 mil quando se conta os matriculados nas áreas de cultura e esporte também oferecidas pelo IEE. Tem mais de 20 mil metros quadrados de área construída, sendo que o terreno possui cerca de 54 mil metros. É a maior escola da América Latina tanto em número de alunos quanto em tamanho.